# Wilhelm Grimm (Politiker)

Wilhelm Grimm

Wilhelm Grimm (* 31. Dezember 1889 in Hof; † 21. Juli 1944 bei Coswig (Anhalt)) war ein hochrangiges Mitglied der NSDAP.

## Leben
Grimm absolvierte von 1906 bis 1909 die Unteroffiziersschule in Fürstenfeldbruck. Danach war er Verwaltungsinspektor beim Versorgungsamt Ansbach. Er nahm am Ersten Weltkrieg teil und wurde im Oktober 1919 als Leutnant ins Zivilleben entlassen. Er kehrte zum Versorgungsamt Ansbach als Obersekretär zurück, wurde dort 1927 zum Verwaltungsinspektor befördert und war in Ansbach propagandistisch und organisatorisch für den Deutschvölkischen Schutz- und Trutzbund im Raum Mittelfranken tätig.
1920 trat er der antisemitischen Deutschsozialistischen Partei bei, in der auch Julius Streicher Mitglied war. Diese Partei schloss sich 1922 der NSDAP an; Grimm trat der neu gegründeten NSDAP 1925 bei (Mitgliedsnummer 10.134), wurde in Ansbach Ortsgruppenleiter und 1926 Kreisleiter, vom 3. September 1928 bis 1929 war er Gauleiter für Mittelfranken, dann ab 1929 stellvertretender Gauleiter für Franken. Schon 1928 zog er für die NSDAP in den Bayerischen Landtag ein, ab November 1933 war er Mitglied des Reichstages.
Ab Januar 1932 war Grimm Beisitzer im Untersuchungs- und Schlichtungsausschuss der NSDAP, einem Gremium zur Regelung parteiinterner Streitigkeiten. Ab Juni 1932 war er zudem der stellvertretende Vorsitzende des Obersten Parteigerichts und der Vorsitzende der 2. Kammer des Obersten Parteigerichts der NSDAP. Er war somit einer von 18 Reichsleitern der NSDAP.
Der SS (SS-Nummer 199.823) trat Grimm am 18. Oktober 1933 im Rang eines Oberführers bei. Innerhalb weniger Monate wurde er 1934 zum SS-Ehrenführer im Range eines SS-Gruppenführers befördert.
Grimm starb bei einem Autounfall. Fünf Tage nach seinem Tod wurde er in Schliersee beigesetzt.